# Gråmynta
Gråmynta (Mentha longifolia (L.) Huds.) är en art i familjen kransblommiga växter som förekommer naturligt från Europa till Himalaya, sydvästra Asien, samt norra, östra och södra Afrika. Arten odlas ibland till prydnad som trädgårdsväxt, men har inte någon större användning som kryddväxt.
Gråmynta är en flerårig ört med krypande jordstam och kan bli cirka 100 cm hög. Hela planta är småluden och har en angenäm doft. Stjälken är upprätt, något förgrenad. Bladen är relativt långa och spetsiga, elliptiska till lansettlika, bredast ungefär vid mitten och har grovsågade kanter och undersidan är gråluden. Blommorna sitter i kransar i ett toppställt ax. Fodret är smalt klocklikt med hårig utsida. Kronan är rosa till violett och har hårig utsida. Ståndarna är utskjutande. Arten blommar i augusti-september.
Arten liknar grönmynta (M. spicata) som dock har helt gröna blad, kalt foder och krona. En annan liknande art är rundmynta (M. suaveolens) som skiljer sig från gråmyntan genom att ha kala vita blommor och rynkiga rundtrubbiga blad.

## Underarter
Gråmyntan är mycket mångformig och ett flertal underarter kan urskiljas:
- subsp. capensis — bladen är lansettlika till elliptiskt lansettlika, med rundad eller tvär bas, bladkanterna helbräddade eller har få korta tänder, de är håriga på båda sidor. Förekommer i Zimbabwe, Namibia och Sydafrika.
- subsp. cyprica — förekommer i bergsområden på Cypern.
- subsp. grisella — förekommer i sydöstra Europa.
- subsp. hymalaiensis — Bladen är, till skillnad från flertalet andra underarter, skaftade, med upp till 8 mm långa skaft. Den förekommer i Hiamlaya-området.
- subsp. longifolia — förekommer i Europa och nordvästra Asien.
- subsp. noeana — förekommer från Turkiet till Iran.
- subsp. polyadenia — bladen är lansettlika till elliptiskt lansettlika, med rundad eller tvär bas, bladkanterna har få korta tänder, de är kala, eller har få, glesa hår. Förekommer i Sydafrika.
- subsp. typhoides — förekommer i sydvästra Asien och nordöstra Afrika.
- subsp. wissii — har 1,5…4 mm breda, linjära grågröna blad som är fint filthåriga på båda sidor. Förekommer i Namibia och Sydafrika.

## Hybrider
Gråmyntan korsar sig lätt med andra arter i släktet. Dessa hybrider kan vara svåra att identifiera. Hybriden mellan gråmynta och rundmynta (Mentha suaveolens) har fått namnet äppelmynta, (Mentha × rotundifolia).

### Webbkällor
- Svensk Kulturväxtdatabas (SKUD). Läst 23 juli 2009.
- Anderberg, A. (2009). Den virtuella floran - Gråmynta. Naturhistoriska riksmuseet. Läst 23 juli 2009.
- Hedge, I.C. ”Flora of Pakistan”. Efloras.org. http://www.efloras.org/florataxon.aspx?flora_id=5&taxon_id=120248. Läst 24 juli 2009.